# Hedychium qingchengense
Hedychium qingchengense là một loài thực vật có hoa trong họ Gừng. Loài này được Z.Y.Zhu mô tả khoa học đầu tiên năm 1992.